# Římskokatolická farnost Štětí nad Labem
Římskokatolická farnost Štětí nad Labem (lat. Wegstadium) je církevní správní jednotka sdružující římské katolíky na území města Štětí a v jeho okolí. Organizačně spadá do litoměřického vikariátu, který je jedním z 10 vikariátů litoměřické diecéze. Centrem farnosti je kostel svatého Šimona a Judy ve Štětí nad Labem.

## Historie farnosti
První písemná zmínka o farní lokalitě pochází z roku 1312. Již roku 1384 byla v místě plebánie. Katolický farář byl ustanoven v roce 1650 a matriky jsou vedeny od roku 1651.
Na konci 16. století byl štětský kostel spravován utrakvistickými duchovními.

### Povodně 2002
Při povodni v roce 2002, která byla největší povodní od povodně v roce 1845, byl značně poškozen kostel svatých Šimona a Judy ve Štětí. Na kostele byly 10. srpna 2002 dokončeny práce spojené s výmalbou interiéru a opravou fasády, krátce předtím proběhla generální rekonstrukce, týkající se elektroinstalace, krovů a dalších prací. Slavnostní otevření nově opraveného kostela mělo proběhnout 17. srpna 2002, avšak 15. srpna 2002 byl kostel povodní zatopen do výšky 1,60 m. Dne 14. srpna 2002 proběhlo zazdění kostelních vchodů a oken, nicméně voda i přes toto opatření zničila podlahu v zadní části kostela (pod kůrem), která se propadla do hloubky 4 m, dále byly zcela zničeny lavice, výmalba (vnitřní i vnější), varhany díky trvající vlhkosti, všechny původní vyřezávané dveře, kazatelna i prostor presbytáře. Litoměřický biskup Josef Koukl povolil tehdejšímu administrátorovi farnosti in materialibus Miroslavu Šantinovi sbírat dary na rekonstrukci nejen v českých, ale i moravských diecézích, dále pak v diecézích na území Německa. Během nové rekonstrukce museli farníci navštěvovat bohoslužby ve farním kostele chcebuzské farnosti, svatých Petra a Pavla.

### Farní obvod
Z důvodu efektivity duchovní správy byl vytvořen farní obvod (kolatura) sestávající z přidružených farností spravovaných excurrendo ze Štětí. Od 1. srpna 2010 se jedná o farnosti: Horní Vidim, Hoštka, Hrušovany u Litoměřic, Chcebuz, Liběchov, Robeč a Vetlá.

### Duchovní správcové vedoucí farnost
Začátek působnosti jmenovaného v duchovní správě farnosti od roku:
- Markvart, † 1365
- 1365 Georgius
- 1380 Bartholomeus
- 1393 Nicolaus
- 1393 Epiphanius
- 1397 Bartoš z Medvědic
- 1406 Thoma
- 1407 Wenceslaus
- 1413 Matěj
- 1425 Joannes z Bechlína
- 1566 Nicolaus Gammedes
- 1593 Bartholomeus Kouřimský
- 1662 Societas Iesu
- 1664 Joann. Ratkovský z Myslibeře
- 1713 Andreas Fr. Strahl
- 1722 Anton. Jos. Mattoch
- 1733 Mich. Konvička
- 1768 Ioann. Ioach. Winter
- 1796 Jos. Stiebitz, n. 12. 5. 1753 Mastířovice, o. 24. 5. 1780, † 28. 1. 1832
- 1833 par. vacat, cap. Joan. Worsch
- 1834 Jos. Babor, n. 16. 8. 1799 Czernikov., o. 24. 8. 1825
- 1835 Jos. Wolf, n. 1. 12. 1807 Mělník, o. 5. 8. 1831
- 1836 Jos. Schulz, n. 13. 7. 1801 Voděrady, o. 27. 8. 1825
- 1854 chybí katalog
- 1855 Joann. Schaurek, n. 29. 5. 1820 Zasadens., o. 25. 7. 1844
- 1874 Wenc. Kašpárek, n. 13. 4. 1827 Klein Doubravic., o. 25. 7. 1853
- 1884 Adolph. Maleček, n. 14. 12. 1845 Velvary, o. 23. 7. 1870, † 24. 7. 1927
- 1898 par. vacat, admin. int. Anton. Dittrich
- 1900 Wenc. Růžička, n. 13. 6. 1859 Jenichov, o. 11. 5. 1884, † 26. 12. 1932
- 1934 Innoc. Jiráček, n. 24. 11. 1884 Branná, o. 1. 1. 1908
- 1939 par. vacat admin. Rud. Sitte
- 1941 Dominik Pyka, n. 2. 8. 1884 Quellenthal (D), o. 11. 7. 1915
- 1. 5. 1946 František Inocenc Jiráček, n. 24. 11. 1884 Branná, o. 1. 1. 1908, † 20. 4. 1955
- 12. 8. 1953 Jaroslav Červinka
- 1. 5. 1955 Adolf Štegner
- 1. 8. 1970 Ferdinand Plhal, SDB, farář
- 1992–2010 Miroslav Šantin, admin. in materialibus
- 2003 Benedikt Pintér, O.Praem., admin.
- 2005 Filip Milan Suchán, O.Praem., admin.
- 2008 Anselm Pavel Kříž, O.Praem., admin.[4]

Kromě kněží stojících v čele farnosti, působili ve farnosti v průběhu její historie i jiní kněží. Většinou pracovali jako farní vikáři, kaplani, katecheté, výpomocní duchovní aj.

## Území farnosti
Do farnosti náleží území těchto obcí:
- Štětí (Wegstädtl an der Elbe[p 3])
- Hněvice (Hniewitz[p 3])
- Počeplice (Poceplitz[p 3])
- Račice (Ratschitz[p 3])
- Stračí (Stratschen[p 3])

## Římskokatolické sakrální stavby na území farnosti
| | Fotografie | Stavba                           | Místo     | Bohoslužby                      | Zeměpisné souřadnice             | Status       | Číslo kulturní památky           |
| Kostely | Kostely    | Kostely                          | Kostely   | Kostely                         | Kostely                          | Kostely      | Kostely                          |
| --- | ---------- | -------------------------------- | --------- | ------------------------------- | -------------------------------- | ------------ | -------------------------------- |
| 1. |            | Kostel sv. Šimona a Judy         | Štětí     | bližší informace o bohoslužbách | 50°27′10″ s. š., 14°22′23″ v. d. | farní kostel | 42812/5-2329 (Pk•MIS•Sez•Obr•WD) |
| Kaple |            |                                  |           |                                 |                                  |              |                                  |
| 2. |            | Kaple sv. Antonína Pad.          | Štětí     | bližší informace o bohoslužbách | 50°27′16″ s. š., 14°22′43″ v. d. | obecní kaple | —                                |
| 3. |            | Kaple Nejsvětější Trojice        | Štětí     | bližší informace o bohoslužbách | 50°27′26″ s. š., 14°22′16″ v. d. | obecní kaple | 42940/5-2336 (Pk•MIS•Sez•Obr•WD) |
| 4. |            | Kaple sv. Jana a Pavla           | Stračí    | bližší informace o bohoslužbách | 50°26′59″ s. š., 14°24′4″ v. d.  | obecní kaple | —                                |
| 5. |            | Mariánská kaple                  | Stračí    | bohoslužby příležitostně        | 50°27′15″ s. š., 14°25′20″ v. d. | obecní kaple | —                                |
| 6. |            | Hraběcí kaple                    | Stračí    | bohoslužby příležitostně        | 50°27′15″ s. š., 14°25′20″ v. d. | obecní kaple | —                                |
| 7. |            | Kaple Narození sv. Jana Křtitele | Počeplice | bližší informace o bohoslužbách | 50°25′51″ s. š., 14°23′34″ v. d. | obecní kaple | 105726 (Pk•MIS•Sez•Obr•WD)       |
| Některé drobné sakrální stavby a pamětihodnosti lze dohledat zde v databázi Drobné sakrální památky Zaniklé sakrální stavby lze dohledat zde v databázi Poškozené a zničené kostely, kaple a synagogy v České republice |            |                                  |           |                                 |                                  |              |                                  |

Ve farnosti se mohou nacházet i další drobné sakrální stavby, místa římskokatolického kultu a pamětihodnosti, které neobsahuje tato tabulka.